# Europäischer Gerichtsatlas
Der Europäische Gerichtsatlas besteht (derzeit) aus zwei getrennten Informations-Schwerpunkten; dem Europäischen Gerichtsatlas für Zivilsachen und dem Europäischen Gerichtsatlas für Strafsachen. Beide Informationsschwerpunkte sind Teil von E-Justice.

## Europäischer Gerichtsatlas für Zivilsachen
Der Europäische Gerichtsatlas in Zivilsachen erleichtert und vereinfacht den Zugang zu bestimmten, für die gerichtliche Zusammenarbeit in Zivilsachen relevanten Informationen und ermöglicht den direkten Download von Unterlagen in den verschiedenen Amtssprachen der Europäischen Union.
Durch den Europäischen Gerichtsatlas in Zivilsachen kann der Unionsbürger das jeweils für ihn zuständige Gericht oder eine sonstige Behörde in einem Unionsmitgliedstaat leicht finden. Es sind keine besonderen Suchkenntnisse erforderlich.
Der Europäische Gerichtsatlas in Zivilsachen hat aktuell folgenden Aufbau zu wichtigen zivilverfahrensrechtlichen Themen (Stand Frühjahr 2015):
- Gerichte der Mitgliedstaaten
- Prozesskostenhilfe
- Mediation
- Zustellung von Schriftstücken
- Europäische Verfahren
- Beweisaufnahme
- Anerkennung und Vollstreckung von Entscheidungen
- Familienrecht
- Entschädigung der Opfer von Straftaten

Daneben bestehen noch weitere Links. Die Verlinkung zu Was gibt's Neues (Abfragen ab 2004) ist nur in englischer Sprache zugänglich.
Der Europäische Gerichtsatlas für Zivilsachen wird von der Europäischen Kommission betrieben.

## Europäischer Gerichtsatlas für Strafsachen
Der Europäische Gerichtsatlas für Strafsachen ist noch im Aufbau begriffen und nur eingeschränkt für Unionsbürger nutzbar. Die Website wird teilweise nur in Englisch angeboten.
Die Website wird vom Europäischen Justiziellen Netz in Zusammenarbeit mit der Europäischen Kommission betrieben, vor allem um die justizielle Zusammenarbeit in Strafsachen zu erleichtern.